# Jenny Cameron

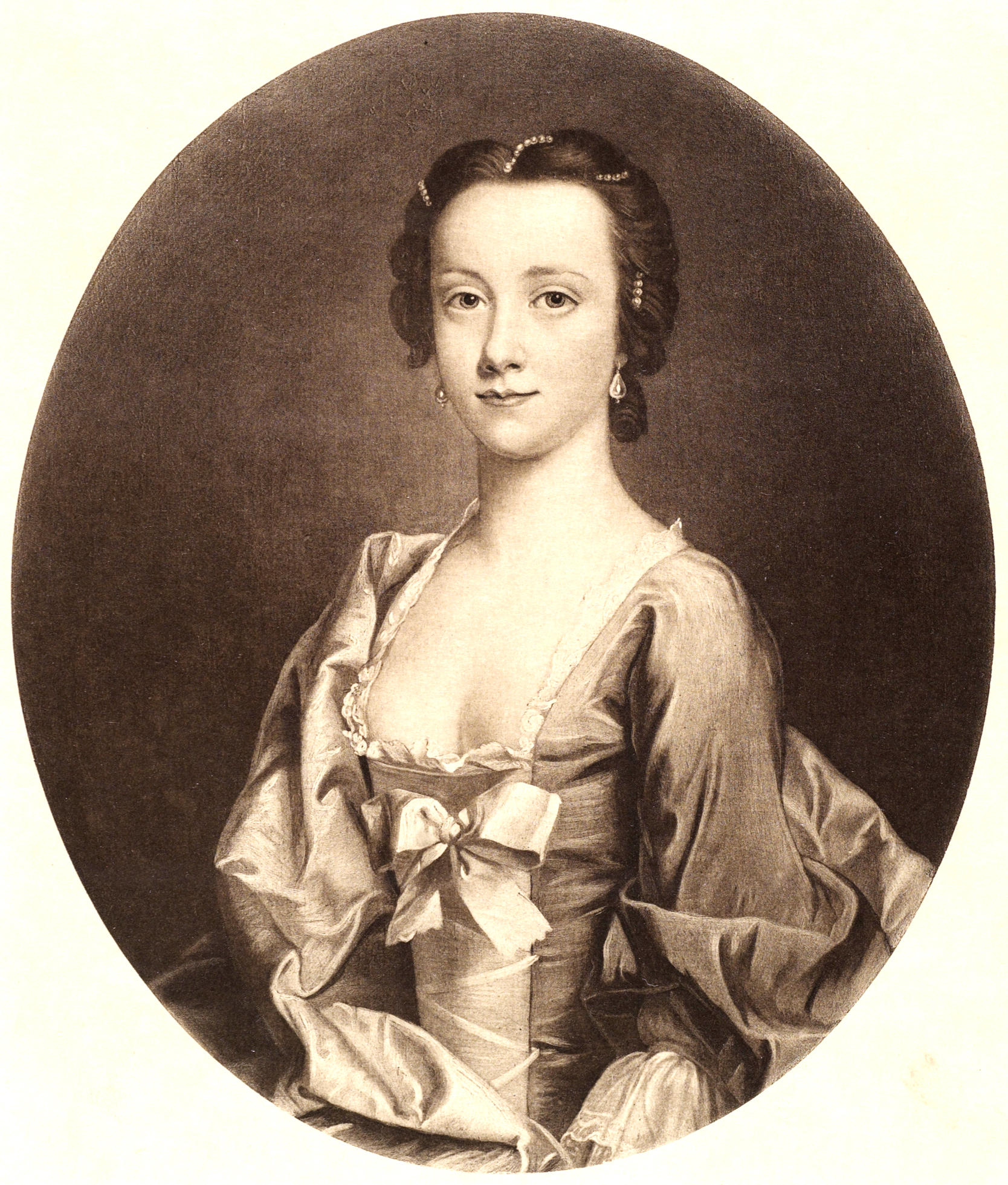
Jacobite broadside - Jenny Cameron, c. 1700-1790 02 crop

Jean Cameron of Glendessary, född 1698, död 1772, var en skotsk jakobit. Hon blev under namnet Jenny Cameron berömd som skotsk hjältinna för sitt deltagande i Jakobitupproren på Karl Edvard Stuarts sida år 1745.  
Som sådan är hon föremål för bland annat den skotska balladen Bonnie Jeanie Cameron. 

## Biografi
Jenny Cameron var dotter till Allan Cameron of Glendessary (d. c. 1721) och Christian Cameron, och syster till John Cameron of Glendessary. Hon var gift med en irländare vid namn O'Niell, men beskrivs som änka vid tiden för upproret. Hennes bror John var invalid, och hon fungerade som hans ombud utåt i hans egenskap av godsägare.
När klanen Camerons hövding Donald Cameron of Lochiel anslöt sig till Karl Edvard Stuart 1745, fick hennes familj i egenskap av hans underlydande ansluta sig med en egen armé från sina egendomar till Donald Camerons armé, då den tågade för att förena sig med Stuarts styrkor. 
Som sin brors ombud var det Jenny Camerons uppgift att följa hans armé då den förenade sig med Stuarts armé, något hon gjorde sida vid sida med sin kusin Alexander Cameron of Dungallon. Hon deltog också vid Stuarts hovliv i Edinburgh under upproret.
Efter upproret utsattes hennes familj av konfiskationer från kronan, men blev inte helt utblottade. Jenny Cameron köpte 1751 en liten egendom, Blacklaw, i Lanarkshire, där hon bodde till sin död. 

## Eftermäle
I engelska propagandaskrifter påstods Jenny Cameron vara Stuarts mätress, och hon sades delta personligen i striderna som befälhavare för sin armé klädd i manskläder. 
I verkligheten tycks hennes deltagande i upproret inte ha sträckt sig längre än att hon följde soldaterna från sin brors gods till Stuartarméns samlingsläger, och det finns ingenting som tyder på att hon var Stuarts mätress. 